# Рейнмен (певец)
Юсуф Акташ (на турски: Yusuf Aktaş), по-известен като Рейнмен (на турски: Reynmen), е турски певец и бивш влогър, който става известен чрез споделяне на видеоклипове в Scorp и YouTube. Братовчедите на майка му са комикът Джем Йълмаз и писателят Джан Йълмаз. Той издава „Derdim Olsun“ през януари 2019 г. Тази песен е първият му професионален запис и той спечелва слава с тази песен в Турция. След това издава „Ela“ през лятото на 2019 г. През 2020 г. издава новата си песен „Kaçamak“ с немско-турския рапър Ufo361. Навръх 25-ия си рожден ден той пуска новата си песен „Мelek“.  
Към май 2020 г. каналът на Aкташ в YouTube е на 8-о място по брой абонати в Турция.

## Ранен живот
Юсуф Акташ е роден на 6 декември 1995 г. Бащата на Рейнмен е азербайджанец, а майка му е кюрдка. Семейството му е от Сивас. Акташ посещава училище „Ахмет Кабаклъ“ и по-късно завършва основното си образование в основното училище „Фатих Султан Мехмет“. По-късно той е записан в анадолската техническа и индустриална професионална гимназия Bahçeşehir İMKB, но впоследствие се прехвърля в гимназията Башакшехир, но не завършва. Впослесдствие завършва гимназия, като се записва в училище с отворен план. От 2020 г. Акташ учи радио и телевизионно програмиране в Истанбулския университет „Айдън“.

## Противоречия

### Твърдения за фалшиви гледания
Песента на Aкташ Ela е пусната заедно с музикален видеоклип в YouTube. Видеото първоначално получава повече харесвания и сравнително по-малко гледания, което е изтъкнато от певицата Ъшън Kараджа, която обвинява Aкташ в манипулиране на системата YouTube. Акташ отговаря на обвиненията и казва: „Хубаво е да си невеж, мислиш си, че знаеш всичко. Не, тъжен съм, тя всъщност вярва в това, което е казала. Дори го е написала на английски, колко жалко“. Също така в отговор на въпрос в Instagram той индиректно обижда Караджа. По-късно Демет Акалън харесва публикация, която твърди, че броят на гледанията на музикалния видеоклип е фалшив и че е извършена измама.
Алейна Тилки разкритикува твърдението на Акташ, че „той е първият турчин, достигнал номер едно в световната музикална класация“. Тилки споделя туит, показващ, че нейната песен Nasılsın Aşkta е първата турска песен, класирана на първо място в световната музикална класация, и обвинява Акташ, че прави шоу.

### Спор относно езан
По време на Рамазан през 2019 г. Акташ споделя видео на себе си в социалните медии, в което той започва да чете езан силно близо до хора, които чакат ифтар, и след това се смее, тъй като те наистина вярват, че е време за ифтар. Видеото става изключително популярно в социалните медии, като получава критики от различни хора.
В телевизионното предаване Söylemezsem Olmaz темата е поета от теолога Ариф Арслан. Арслан реагира на видеото и поставя под въпрос действията на Акташ: „Той няма ли майка и баща, това дете от каменна дупка ли изскочи?“. Арслан коментира и твърдението, че Акташ се е подиграл с езана и добавя, че „той е извършил вероотстъпничество, трябва да се покае“. Акташ прави изявление относно тези коментари чрез акаунтите си в социалните медии, и, позовавайки се на водещите на програмата, добавя, че „ще ги изправи пред съда“.

## Дискография

### EP
- RnBesk (2020):

1. Leila
2. Dolunay
3. Hevesim Yok
4. Yoksun Başımda
5. Radyoda Neşet

### Сингли
1. Biziz (с участието на Lil Bege) (2017)
2. Voyovoy (с участието на Veysel Zaloğlu) (2017)
3. Toz Duman (с участието на Eypio) (2018)
4. Derdim Olsun (2019)
5. Sen Aldırma (с участието на Bilal Sonses) (2019)
6. Ela (2019)
7. Kaçamak (с участието на Ufo361) (2020)
8. Aykız (Remix) (2020)
9. Az Sevdim (с участието на Özkan Meydan, Alican Özbuğutu) (2020)
10. Melek (2020)
11. Bonita (с участието на Sefo) (2021)
12. Yalan (с участието на Zeynep Bastık, Arem Özgüç and Arman Aydın) (2021)
13. Pare (2021)
14. Aşkım (с участието на Soolking) (2022)
15. Wherever You Go (с участието на INNA) (2022)
16. Yanılmışım (2022)
17. Yana Yana (с участието на Semicenk) (2023)
18. Pare (Anatolian Sessions Remix) (2023)
19. Cehennem (2023)
20. Film Şeridi (с участието на Baneva) (2023)
21. Gitme (Serdar Ortaç Şarkıları Vol. 2) (2023)
22. Renklensin (2024)
23. Tavrına Hayran (с участието на Bilal Sonses) (2024)
24. Cennet (2024)
25. Neden Anlamadın Beni? (2024)
26. Nadide (2024)
27. Esmeri Sevdim Sarışınlara Kandım (с участието на Ahiyan) (2024)
28. Cemalım (2024)
29. Silah (2024)
30. Koca Dünya (2024)
31. Her Gün Ağladım (с участието на BEGE) (2025)
32. Çatma Yarim (2025)
33. Göz Ucuyla (с участието на Wegh) (2025)
34. Biri Ona Anlatsın (2025)
35. Maşallah (с участието на Doğukan Sarıtaş) (2025)

## Награди
| Година | Награди                 | Категория                        | Номинация    | Резултат  |
| ------ | ----------------------- | -------------------------------- | ------------ | --------- |
| 2019   | Turkey Youth Awards     | Най-добър инстаграмър и ютубър   | Рейнмен      | награда   |
| 2019   | INFLOW Awards           | Най-добър инфлуенсър в Инстаграм | Рейнмен      | награда   |
| 2019   | Fizy Music Awards       | Най-стриймвана песен             | Derdim Olsun | награда   |
| 2019   | Fizy Music Awards       | Най-гледано музикално видео      | Derdim Olsun | награда   |
| 2020   | Golden Butterfly Awards | Песен на годината                | Ela          | награда   |
| 2020   | Golden Butterfly Awards | Най-добър дебют за певец         | Рейнмен      | номинация |
| 2020   | Golden Butterfly Awards | Най-добър инфлуенсър             | Рейнмен      | номинация |

|  | Тази страница частично или изцяло представлява превод на страницата Reynmen в Уикипедия на английски. Оригиналният текст, както и този превод, са защитени от Лиценза „Криейтив Комънс – Признание – Споделяне на споделеното“, а за съдържание, създадено преди юни 2009 година – от Лиценза за свободна документация на ГНУ. Прегледайте историята на редакциите на оригиналната страница, както и на преводната страница, за да видите списъка на съавторите. ВАЖНО: Този шаблон се отнася единствено до авторските права върху съдържанието на статията. Добавянето му не отменя изискването да се посочват конкретни източници на твърденията, които да бъдат благонадеждни. |